# Resolució 2250 del Consell de Seguretat de les Nacions Unides
La Resolució 2250 del Consell de Seguretat de les Nacions Unides fou adoptada per unanimitat el 9 de desembre de 2015. El Consell va reconèixer que la radicalització dels joves amenaçava l'estabilitat dels països i va demanar que els joves s'impliquessin més en la governança i en la resolució de situacions de conflicte.

## Contingut
En el context d'aquesta resolució, el terme "joventut" es refereix a persones entre 18 i 29 anys. A moltes àrees en conflicte, aquest grup formava la majoria de la població. La manca d'educació i ocupació per als joves minava les possibilitats d'una pau duradora i la reconciliació, tot i que hi podien fer una important contribució. Es va demanar als països que impulsessin la representació dels joves a tots els nivells de govern. Es va demanar als negociadors de pau que tinguessin en compte les opinions dels joves.
La radicalització i l'extremisme, especialment entre els joves, amenaçava l'estabilitat dels països. A més, aquestes qüestions podrien obstaculitzar el camí de la pau i conduir al terrorisme. Els grups terroristes també van fer més i més ús d'Internet per reclutar a aquests joves per la seva causa. Es va demanar al Secretari General que treballés en un pla d'acció per contrarestar-ho.